# 댈러웨이 부인
《댈러웨이 부인》(영어: Mrs. Dalloway)은 1925년 5월 14일 버지니아 울프가 발표한 장편 소설이다. 본래 "본드 가의 댈러웨이 부인"과 "수상" 등의 독립적인 단편 소설로 구상되었으나 저술 과정에서 하나의 소설로 완성되었다. 버지니아 울프의 대표작 중 하나이다.
제1차 세계 대전 이후의 영국을 배경으로 하여, 50대 초반의 상류층 여성 클라리사 댈러웨이의 하루를 중심으로 이야기를 전개한다. 클라리사가 파티를 준비하는 과정에서 겪게 되는 내면 의식의 흐름을 따라서, 등장인물들의 삶과 1920년대 전후 사회의 모습이 세밀하게 묘사된다.

## 줄거리
1923년 6월, 클라리사 댈러웨이(Clarissa Dalloway)는 그날 저녁에 열릴 파티를 준비하면서 이른 아침부터 런던을 돌아다닌다. 상쾌한 아침 날씨는 버턴(Bourton) 지방의 시골에서 보낸 그녀의 젊은 시절을 떠올리게 한다. 그녀는 파악하기 어려운 성격의 피터 월시(Peter Walsh) 대신 무던한 리처드 댈러웨이(Richard Dalloway)와 결혼하기로 한 선택에 대해 스스로 묻기도 하고, 샐리 시튼(Sally Seton)과의 옛 감정이나 그녀와의 키스를 생각하기도 한다. 마침 피터가 그녀의 집에 찾아오면서 클라리사 내면의 갈등은 한층 더 깊어진다.
제1차 세계 대전에 참전한 이후에 외상 후 스트레스 장애에 시달리고 있던 셉티머스 워렌 스미스(Septimus Warren Smith)는 이탈리아 출신의 아내인 루크레치아(Lucrezia)와 함께 공원에서 하루를 보낸다. 셉티머스는 전쟁에서 죽은 친구 에반스(Evans)의 환영을 보는 등 빈번하고 이해할 수 없는 환각에 시달린다. 셉티머스는 요양소에 강제 입원해야 한다는 진단을 받자 창문 밖으로 뛰어내려 자살한다.
저녁이 되자 클라리사는 파티를 연다. 파티에는 그녀가 과거에 만난 많은 사람들이 참석한다. 클라리사는 파티에서 셉티머스의 자살 소식을 듣고, 순수함을 지키기 위해 죽음을 택한 이 낯선 젊은이에 대해 동질감을 느낀다.

## 형식
《댈러웨이 부인》은 플래시백 부분을 제외하면 1923년 6월의 단 하루에 일어나는 일들을 담고 있다. 이 소설은 의식의 흐름 기법을 사용한 문학 작품의 대표적인 예로, 특정 인물의 순간적인 생각을 면밀히 추적하여 이야기를 진행한다. 울프는 소설 전반에 걸쳐 직접 화법과 간접 화법의 구별을 모호하게 하고, 소설의 시점을 자유롭게 바꿔 가며 전지적 시점, 내적 독백, 혼잣말을 오간다. 이런 방식으로 20명 이상의 인물을 거쳐 이야기를 이어가지만, 소설의 대부분은 클라리사나 셉티머스를 중심으로 진행된다.